# Ariel Zeevi
Ariel Zeevi –conocido como Arik Zeevi– (Bnei Brak, 16 de enero de 1977) es un deportista israelí que compitió en judo.
Participó en cuatro Juegos Olímpicos de Verano entre los años 2000 y 2012, obteniendo una medalla de bronce en la edición de Atenas 2004 en la categoría de –100 kg. Ganó una medalla en el Campeonato Mundial de Judo de 2001, y nueve medallas en el Campeonato Europeo de Judo entre los años 1999 y 2012.

## Palmarés internacional
| Juegos Olímpicos   | Juegos Olímpicos        | Juegos Olímpicos  | Juegos Olímpicos |
| Año                | Lugar                   | Medalla           | Categoría        |
| ------------------ | ----------------------- | ----------------- | ---------------- |
| 2004               | Atenas (Grecia)         | Medalla de bronce | –100 kg          |
| Campeonato Mundial |                         |                   |                  |
| Año                | Lugar                   | Medalla           | Categoría        |
| 2001               | Múnich (Alemania)       | Medalla de plata  | Abierta          |
| Campeonato Europeo |                         |                   |                  |
| Año                | Lugar                   | Medalla           | Categoría        |
| 1999               | Bratislava (Eslovaquia) | Medalla de bronce | –100 kg          |
| 2001               | París (Francia)         | Medalla de oro    | –100 kg          |
| 2003               | Düsseldorf (Alemania)   | Medalla de oro    | –100 kg          |
| 2004               | Bucarest (Rumania)      | Medalla de oro    | –100 kg          |
| 2005               | Róterdam (Países Bajos) | Medalla de plata  | –100 kg          |
| 2007               | Belgrado (Serbia)       | Medalla de bronce | –100 kg          |
| 2008               | Lisboa (Portugal)       | Medalla de bronce | –100 kg          |
| 2010               | Viena (Austria)         | Medalla de bronce | –100 kg          |
| 2012               | Cheliábinsk (Rusia)     | Medalla de oro    | –100 kg          |